# Korsnäs
Korsnäs este o comună din Finlanda.